# Карољ Фатер
Карољ Фатер (мађ. Fatér Károly; Њирлак, 9. април 1940 — Будимпешта, 19. септембар 2020) био је мађарски фудбалер и репрезентативац, који је најдуже играо за Чепел. Био је олимпијски шампион 1968. године.

## Каријера

### Клуб
Каријеру је започео у омладинском тиму Ујпешт Доже, а затим је играо у Пензиђеру. Од 1963. године био је голман Чепела, где је наступио на 199 утакмица. Активну спортску каријеру завршио је у сезони 1974/75 у екипи Будафоки МТЕ.

### Репрезентација
Играо је за репрезентацију Мађарске у утакмици 2 : 0 против Совјетског Савеза у Будимпешти 4. маја 1968. године. Са репрезентацијом Мађарске постао је олимпијски шампион 1968 у Мексико Ситију. У олимпијском тиму бранио је 6 пута.

## Остварења
- Олимпијске игре
  - златна медаља: 1968, Мексико Сити